# Список керівників держав XXVI століття до н. е.
Список керівників держав XXVII століття до н. е.  — Список керівників держав XXV століття до н. е.

## Азія

### Шумер

#### Перша династія Урука:
- Урнунгаль, цар (бл. XXVI ст. до н. е.)
- Утулькалама, цар (бл. XXVI ст. до н. е.)
- Лабашум, цар (бл. XXVI ст. до н. е.)
- Еннунтарахана, цар (бл. XXVI ст. до н. е.)
- Мешхе, цар (бл. XXVI ст. до н. е.)

#### Перша династія Ура:
- Мескаламдуг, цар (бл. XXVI ст. до н. е.)
- Акаламдуг, цар (бл. XXVI ст. до н. е.)
- Месанепада, цар (бл. XXVI ст. до н. е.)
- Аанепада, цар (бл. XXVI ст. до н. е.)

## Африка

### Стародавнє царство (Стародавній Єгипет):

#### Четверта династія:
- Снофру, фараон (бл. 2613-2589 до н. е.)
- Хеопс (Хуфу), фараон (бл. 2589-2566 до н. е.)
- Джедефра, фараон (бл. 2566-2558 до н. е.)
- Хафра, фараон (бл. 2558-2532 до н. е.)
- Бака, фараон (бл. 2530 до н. е.)
- Мікерин, фараон (бл. 2520-2480 до н. е.)